# 冰川崖
62°32′S 59°48′W / 62.533°S 59.800°W
冰川崖是南極洲的海崖，位於南設得蘭群島的格林尼治島，是揚基港入口處的北面，海拔高度30米，該海崖在1935年由英國探險隊繪入地圖和命名。